# Glenn M. Anderson

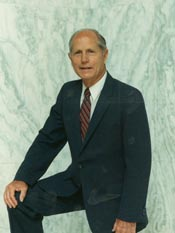
Glenn M. Anderson

Glenn Malcolm Anderson (* 21. Februar 1913 in Hawthorne, Kalifornien; † 13. Dezember 1994 in Los Angeles, Kalifornien) war ein US-amerikanischer Politiker. Zwischen 1969 und 1993 vertrat er den Bundesstaat Kalifornien im US-Repräsentantenhaus. Von 1959 bis 1967 übte er das Amt des kalifornischen Vizegouverneurs aus.

## Werdegang
Glenn Anderson studierte bis 1936 an der University of California in Los Angeles. Danach arbeitete er in der Immobilienbranche. Zwischenzeitlich diente er in der US Army. Danach begann er als Mitglied der Demokratischen Partei eine politische Laufbahn. In den Jahren 1940 bis 1942 war er Bürgermeister seiner Geburtsstadt Hawthorne. Danach saß er zwischen 1942 und 1948 als Abgeordneter in der California State Assembly. Von 1959 und 1967 war Anderson Vizegouverneur seines Heimatstaates unter Pat Brown. Im gleichen Zeitraum war er auch Vorsitzender der kalifornischen Landkommission.
Bei den Kongresswahlen des Jahres 1968 wurde Anderson im 17. Wahlbezirk von Kalifornien in das US-Repräsentantenhaus in Washington, D.C. gewählt, wo er am 3. Januar 1969 die Nachfolge von Cecil R. King antrat. Nach elf Wiederwahlen konnte er bis zum 3. Januar 1993 zwölf Legislaturperioden im Kongress absolvieren. Von 1989 bis 1991 war er Vorsitzender des Committee on Public Works and Transportation. In seine Zeit als Kongressabgeordneter fielen unter anderem das Ende des Vietnamkrieges und die Watergate-Affäre.
1992 verzichtete Anderson auf eine weitere Kandidatur. Nach dem Ende seiner Zeit im US-Repräsentantenhaus zog er sich aus der Politik zurück. Er starb am 13. Dezember 1994 in Los Angeles.